# Iavtuhi, Derajnea
Iavtuhi (în ucraineană Явтухі) este o comună în raionul Derajnea, regiunea Hmelnîțkîi, Ucraina, formată numai din satul de reședință.

## Demografie
Componența lingvistică a comunei Iavtuhi
     Ucraineană (98,79%)
     Alte limbi (1,21%)
Conform recensământului din 2001, majoritatea populației comunei Iavtuhi era vorbitoare de ucraineană (98,79%), existând în minoritate și vorbitori de alte limbi.